# 공익 재단법인 일본교통공사
공익재단법인 일본교통공사(公益財団法人 日本交通公社, 영어: Japan Travel Bureau Foundation)는 여행-관광-레크리에이션-리조트 분야에 관한 다양한 조사 연구를 위해 설립된 일본의 싱크탱크이다. 약칭은 JTBF.
1912년에 외객 유치를 목적으로 한 재팬·투어리스트·뷰로로서 탄생해, 1963년에 영업 부문(현· 주식회사 JTB )을 분리하고 나서는 연구·조사에 특화한 조직이 되어, 2012년에 공익재단법인으로 이행, 2016년에는 문부과학성 으로부터 학술연구기관의 지정을 받았다 .
싱크탱크 · 컨설턴트 로서 국가·지방공공단체·공적기관 등으로부터도 다양한 업무를 수탁해 관광진흥의 일익을 담당하고 있다. 또 일본교통공사 빌딩 내에 여행·관광 관련 6만권 이상의 장서를 가지는 ‘여행 도서관’(일반 이용 가능· 무료 )을 개설하고 있다.
덧붙여 주식회사 JTB (구 주식회사 일본교통공사)는 영업, 출판 부문을 민영화상에서 분리한 것으로, 현재는 당법인이 동사의 필두 주주이다.
한국문화관광연구원(KCTI)과 연구협력협정(MOU)을 체결하고 있다.